# إبراهيم بن غانم
مهندس عربي، عاش في القرن السابع الهجري/الثالث عشر للميلاد. ذكره محمد كرد علي في كتابه «خطط الشام»، في معرض كلامه عن المدرسة الظاهرية الجوانية. وبعد أن فصّل القول في المدرسة ذكر أنه كتب على واجهة بنائها جريدة وقفها بحروف غليظة. ونقش اسم مهندسها في الزاوية الشمالية من المدخل ومازال النقش قائماً على النحو الآتي (عمل إبراهيم بن غانم المهندس).
ومن إنجازات إبراهيم عمله في قصر الأبلق وبناء ضريح السلطان بيبرس، المشيّد عام 670هـ /1277م. وقد تكلم إبن شداد عن قصر الأبلق الذي أشرف المهندس إبراهيم بن غانم على بنائه وترميمه، فقال: إن الملك الظاهر دخل دمشق بعساكره المنصورة على التتار، يوم الخميس، السابع من محرم عام 676هـ، ونزل بالجيوش «القصر المعروف» بالأبلق، بجوار الميدان الأخضر. وسمي بالأبلق لأن جدرانه بنيت من حجر أسود جلب من حوران، وحجر أصفر جلب من حلب، وظل هذا القصر قائماً حتى هدمه تيمورلنك عام 803هـ/1401م. وكان الملك الظاهر قد أوصى أن يدفن على الطريق السابلة قريباً من داريا. إلا أن ولده الملك السعيد، بركة خان، رأى أن يدفنه داخل سور المدينة، فابتاع دار الشريف أحمد بن الحسين العقيقي، الواقعة قبالة المدرسة العادلية، التي كانت قصراً للأيوبييّن، وأمر المهندس إبراهيم بن غانم أن يبني مدرسة للشافعية وأخرى للحنفية، ودار حديث ومسجداً ليدفن فيه والده. فهدم القسم الجنوبي من دار بني العقيقي، وأقام مكانه قبة المسجد، وفي آخر جمادى الآخرة من عام 676هـ نقلت رفات الملك الظاهر من قلعة دمشق ودفنت تحت القبة. وبعد ذلك بعشر سنوات دفن إلى جانب إبنه الملك السعيد.
عني المهندس إبراهيم بن غانم ببناء قبة المدفن، واستعان بالعمال الذين قاموا بتزيين الجامع الأموي وترميمه، فطلوا جدران المدفن الداخلية برسوم من أحجار الفسيفساء، كما زينوا أطراف المحراب والنوافذ بقطع من الرخام الملون، وأحاطوا النوافذ بإطار من الأحجار الصفراء المنقوشة برسوم هندسية، رقيقة ومتقنة.
إن تحويل قصر العقيقي إلى مدرسة ومسجد كان من شأنه تغيير صورة البناء الأصلي، إذ ارتفع حولـه جداران من الحجر المنحوت، أحدهما فيه الباب الرئيسي المقابل للمدرسة العادلية، وعلى يمينه نافذتان على الطريق، والآخر جنوبي، يطل على الطريق المؤدية إلى قبر صلاح الدين الأيوبي.
أما الحمام الموجود إلى يسار المدرسة الظاهرية والإيوان الشمالي الموجود داخلها فهما البقية الباقية من دار العقيقي. لقد استوفى المهندس إبراهيم بن غانم تقاليد الفن الأيوبي، التي كانت ماثلة في بناء المدرسة العادلية، ولعله أراد أن يجعل هذين البناءين المتقابلين منسجمين فألف منهما وحدة عمرانية رائعة.